# Hanzade Sultan (hija de Ahmed I)
Hanzade Sultan (en turco otomano: خانزادہ سلطان; "descendiente del khan") (Estambul, c.1607 — Edirne, 23 de septiembre de 1650) fue una princesa del Imperio Otomano, hija del sultán Ahmed I y Kösem Sultan. Ella era la hermana de Osman II, Murad IV e Ibrahim I, también era sobrina de Mustafa I.

## Vida
Hanzade nació durante 1607 en el Palacio de Topkapi, su madre era Kösem Sultan. Al igual que sus hermanas Ayşe y Fatma, quiénes fueron criadas para influir en política entre otras cosas, Hanzade tenía interés en la política.
Su padre cayó enfermo en 1617 y posteriormente falleció. Ella, su madre y hermanas se trasladaron al Palacio Viejo como dictaban las órdenes. Su tío Mustafa I ascendió al trono pero prontamente fue destronado, y en su lugar pusieron a su medio hermano mayor, Osman II. Osman fue torturado y brutalmente asesinado en 1622, y nuevamente su demente tío tomó el poder. Pero el 10 de septiembre de 1623 su tío fue destronado a través de un golpe de Estado y en su lugar pusieron a su hermano de once años, Murad IV.
Se casó con Damat Bayram Paşa el 29 de septiembre de 1623, poco después de la ascensión al trono de su hermano menor, Murad IV. Según el historiador turco, Reşat Ekrem Koçu; Es bastante excepcional que un oficial en el rango de Turnacıbaşı se case con una Sultana sin ir al visir. Según un rumor, la única razón para esto es que Bayram era un hombre bastante atractivo, se decía que poseía una belleza única. Bayram Paşa logró que Hanzade se enamorara de él, y finalmente ambos se casaron. Tuvieron una hija, de la cual se desconoce el nombre, la niña murió en la infancia.
Lamentablemente en 1638, Bayram falleció, dejándola viuda y con el corazón roto. En octubre de 1639, contrajo matrimonio con Nakkaş Mustafa Paşa.
Su hermano la sometió a ella, a sus hermanas y a su sobrina a servirle a su amada esposa, Telli Hümaşah. Las obligó a tener que inclinarse en reverencia ante ella e incluso sostener la jofaina, jabón y el jarro de agua mientras ella se lavaba. Creyó que ellas le servían muy mal y las exilió de inmediato al Palacio Viejo, otros dicen que al Palacio de Edirne. Lo que sí se sabe es que ella permaneció en Edirne hasta el día de su muerte.

## Muerte
Falleció el 23 de septiembre de 1650, probablemente cayó gravemente enferma, ya que su madre, Kösem, y dos de sus hermanas viajaron a verla. Fue enterrada en el mausoleo de su hermano Ibrahim, en Santa Sofía.

## Descendencia
- Fülane Hanım Sultan (¿? — 1632), murió joven y fue enterrada en Santa Sofía.

Se cree que tuvo más hijos pero probablemente murieron jóvenes.